# Український ландміліцький корпус

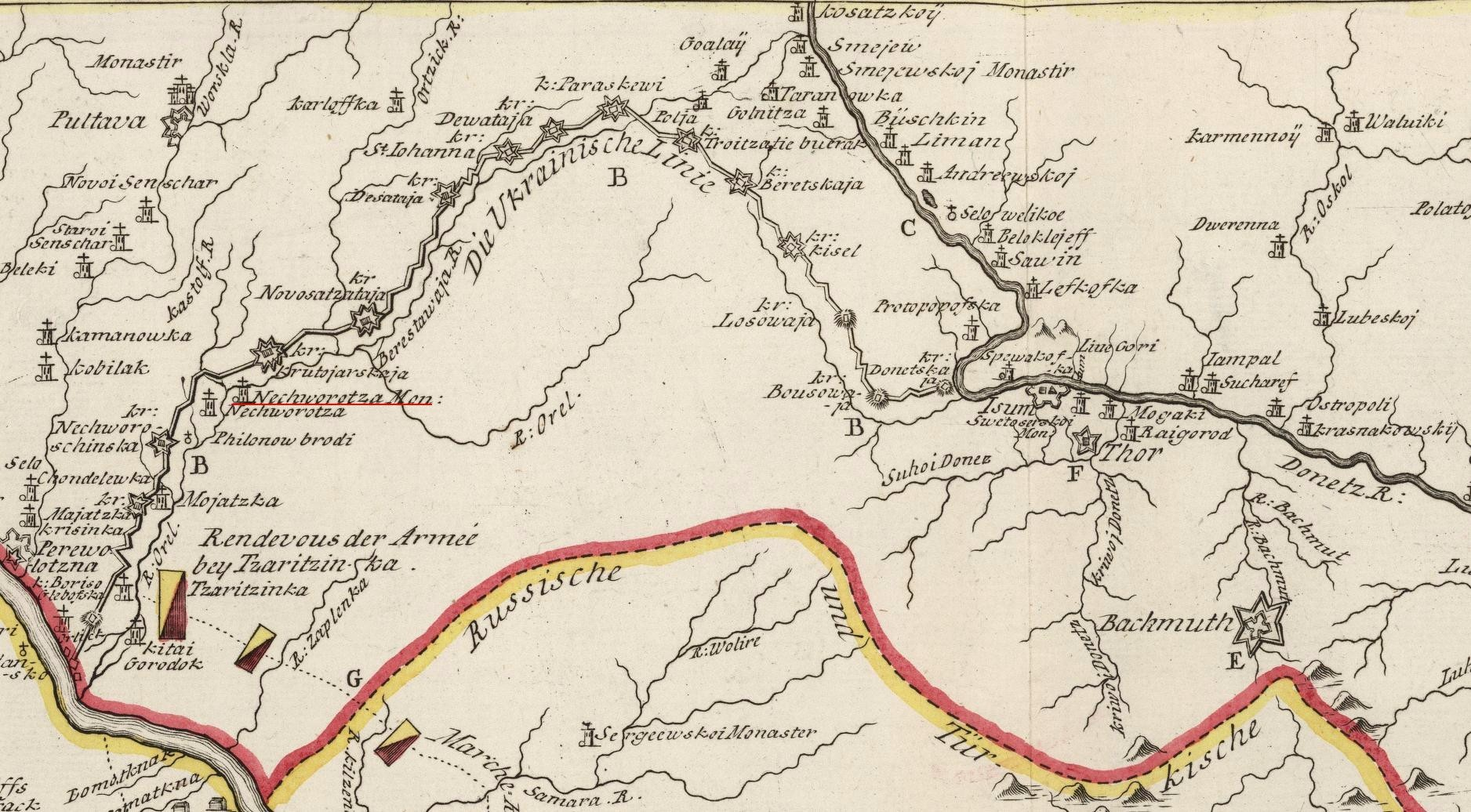
Опорні пункти (шанці) на українській лінії, на карті військових дій 1736, складеної Ж. Н. Делілем в 1745 для Російської Академії наук.

Український ландміліцький корпус — військове формування Російської імператорської армії, поселене військо (ландміліція), створене Петром I для оборони південних кордонів імперії від набігів кримських татар і загрози Речі Посполитої, сформований з однодворців і нащадків городових козаків Білгородських, Орловських, Тульських, Курських, Тамбовських, Воронезьких земель.
При сформуванні корпус був складений із п'яти некомплектних піхотних полків і поселенців колишньої «Білгородської лінії», зобов'язаних нести військово-прикордонну службу ще з часів Івана Грозного. Формування українського корпусу дислокувалися у шанцях (дерево-земляних оборонних укріпленнях), призначених для захисту степової зони півдня Росії від набігів османів, перекопських та кримських татар у XVIII столітті, від яких надалі походять багато міст Росії. Штаб-квартира (штаб та канцелярія) корпусу — фортеця Білівська. Прапор Українського корпусу, полотно зеленого кольору з гербом корпусу у центрі прапора. У літературі зустрічається найменування сполуки — Ландміліцький корпус, Ландміліційний корпус. У 1770 році всі полки «Українського корпусу» були урівняні, у всіх відносинах, з польовими кінними та піхотними полками ЗС Російської імперії та увійшли до загального складу російської армії, а назва «Український корпус» скасована.

## Найменування
- Ландміліція (з 1713 року[2]).
- Українська ландміліціяроку[2], за іншими даними з 7 грудня 1727 року).
- Український ландміліційний корпус (з 1736 року[2]).
- Український корпус (з 1762[2] по 1770 рік).

## Історія
З 1709 року в Росії почав згадуватися термін ландміліція (ланд нім. Land - країна, держава, міліція — від лат. Militia — військова служба, військо). У 1713 році державні поселені козацькі (слобідські) полки на засічних лініях Московії реорганізовані і стали іменуватися ландміліцією (земська міліція, міліція).
|  | Краще за всіх інших живеться офіцерам ландміліції, бо оскільки російське дворянство не відчуває особливої схильності до військової справи і найменше - до служби в Петербурзі або інших місцях, де все дорого і де проїдаєш свої статки, то ті, кого не з'їдає честолюбство, намагаються потрапити до ландміліції, де не доводиться нести великих витрат і можна, коли двір про них майже забуде, скоріше одержати відставку. Взагалі треба сказати, що в Росії військова служба не є прибутковою: офіцер не має відношення до обмундирування, відпусток, вербувальних грошей тощо, і йому залишається задовольнятися визначеною за штатом платнею. Кажуть, щоправда, що деякі вигоди є у кірасирів, їхні офіцери мають перевагу перед офіцерами всіх інших польових полків. К. Р. Берк, Путевые заметки. |

Склад Українського корпусу та його ландміліцьких полків комплектувався здебільшого з орних солдатів і драгунів, а також з однодворців Півдня Московії «В Україні дворяни — теж вид дрібного дворянства, подібний до польського. Часто в них не більше трьох-чотирьох селян, а то й один-єдиний двір із кількома кріпаками, які допомагають дворянину обробляти землю. З цих дворян набирається ландміліція, і панове зазвичай самі несуть мушкети, що ні в якому разі не може сприйматися ними за ганьбу, бо те саме роблять і князі».
У 1722 році до Державного війська були зараховані однодворці Дикого поля. За рішенням Боярської думи Ландміліція стала кінною.
Крім того, часто, крім рекрутів, однодворці були зобов'язані посилати людей для господарських та земляних робіт. Цих людей називали «підмощиками».
2 травня 1723 року сенатським указом було визначено штати ландміліцьких полків, за якими в полку потрібно було мати 10 рот по 150 рядових і унтер-офіцерів. Число офіцерів у регулярному полку мало становити 33, а в іррегулярному — 21 особу.
У 1729 році Поселене військо посилено до 4 регулярних та 6 іррегулярних полків Російської армії. 1731 року відбулося перейменування з додаванням слова «Українська» для відмінності з іншим формуванням поселеного війська — Закамською ландміліцією, створеним на іншій окраїні. Склад Української ландміліції став складати 4 регулярних піших та 16 регулярних кінних полків, стан яких, внаслідок недостатності коштів на утримання, був дуже жалюгідним. Ландміліція мала спочатку одяг того ж зразка, як і дієва армія, яка і передавала до неї старе озброєння та спорядження як людське, і кінське. Все це було вже старе, різноманітне і погане. «Кожний одягався за можливості: інший в драгунський, інший в піхотний каптан і камзол, різнокольорового і різнодобротного сукна; а в іншого не було ні того, на іншого, так що при походах і відрядженнях начальство зустрічало великі труднощі. Строкатість ця збільшувалася ще тим, що одні були в капелюхах, інші в гренадерських шапках, різної величини і виду; деякі, навіть, у селянських шапках, хто був у черевиках, хто в чоботях; хто з палашем, хто зі шпагою; багато без сум, і т. ін. У такому положенні Ландміліція залишалася до 1736 року».
У 1730 році з числа нижніх чинів корпусу були набрані військовослужбовці для новоствореного Лейб-гвардійського Ізмайлівського полку.
У 1736 році, за поданням складених нових військових штатів фельдмаршалом Мініхом, всі 20 полків Української ландміліції перетворені на кінні і змінено найменування поселеного війська на Український ландміліційний корпус. З 19 березня того ж року чисельний склад ландміліцького полку було визначено у 1077 осіб, у тому числі 4 штаб- та 29 обер-офіцерів, 70 унтер-офіцерів та капралів, 880 рядових та 31 музиканта. Мундир ландміліцьких полків складався з білих каптанів з червоним оздобленням, червоних камзолів, козлових штанів, білих і чорних капелюхів — все на кшталт армійських. У кінному строю ландміліціонерам покладалися чоботи з клапанами, накладними шпорами та штибель-манжетами, а в пішому — черевики зі штиблетами з грубого полотна. Гренадерам замість капелюхів надавалися білі гренадерські високі шапки — ковпаки з червоною обробкою та мідною бляхою на лобі з гербом полку — також на кшталт армійських. 26 серпня того ж року в полках вказано мати (будувати) прапора з вензелем імператриці. По одному білому (полкове) та кілька зелених (ротні). На білих прапорах державний герб із вензелем імператриці на грудях (замість зображення Святого Георгія). На зелених — імператорський вензель, що зображувався на червоному полі в золотому щиті. Чисельність формування до середини 1730-х років становила 21 312 осіб особового складу.
У 1738 році відбулося велике заворушення (бунт) однодворців Демшинського повіту, записаних у ландміліцію та спрямованих на Українську лінію, до яких приєдналися раніше вже послані туди ландміліціонери, які свавільно повернулися назад. Дементій Зарубін, який очолив це заворушення, мав копію указу Військової колегії, який він тлумачив, як той, що скасовує і навіть забороняє відправлення ландміліціянтів на Українську лінію. Цей документ відіграв велику агітаційну роль. Було організовано розшук, який повів командир Українського корпусу ландміліції генерал Девіц. Головними обурювачами генерал визнав мордовського однодвірця Дементія Зарубіна та Корнея Сушкова, уродженця села Макарове Тамбовського повіту, Сушков переховувався у Мордово біля Зарубіна. Для упіймання «призвідників» Девіц направив військову команду на чолі із сержантом Живоглазовим. Разом з ним на затримання у Мордово змушений був відправитися і воєвода міста-фортеці Демшинськ Петро Спіцин. Карателі, що прибули до будинку Зарубіна, побачили у дворі «призвідника» величезний натовп народу. Солдати розгубилися і не відкривали вогонь, Демшинський воєвода Спіцин таємно перейшов на бік повсталих. Він намовив зарубинців напасти на солдатів і відібрати у них підводи. Солдат, які з ганьбою покидають село, зарубинці відразу ж атакували. Побиті, без підводи постали вони перед генералом Девицем. У червні до Мордово було відправлено великий загін драгунів під командуванням майора Полубоярова. Щойно дізнавшись про нових карників, мордовці вирішили стояти на смерть і ватажка не видавати. Свої подвір'я вони перетворили на неприступні фортеці. Полубояров, прибувши в Мордово, зачитав однодворцям указ. Указ говорив про повернення однодворців на оборонну лінію. Майор прочитав ці рядки за повної тиші. Але щойно він згадав вимогу видачі Зарубіна, як натовп сколихнувся. Полубояров не встиг віддати команду, як однодворці першими атакували карателів. Драгунів швидко роззброїли, захопили в полон і майора Полубоярова, обшукали, відібрали у нього пістолет, червону епанчу, коробку з паперами і незабаром відпустили додому. За кілька тижнів було послано більший загін карателів на чолі з майором Мансуровим, якому було наказано потопити в крові бунт однодворців. Коли карателі прибули до села Мордово, то там нікого не було. «З села Мордовського та з інших сіл з своїх будинків всі втекли в будинках нікого немає», — рапортував Мансуров начальству. Але Мансуров став наводити лад. Поров і розстрілював людей. До осені 1739 року карателям вдалося загасити вогонь однодворчого заворушення. Слідство велося і на лінії, і у Демшинському повіті. Царський уряд скрупульозно розслідував повстання однодворців, залучаючи до слідства понад двісті осіб. Слідство тривало майже чотири роки. Допитували заарештованих дуже жорстоко, і не дивно, що катами було замучено п'ятдесят чотири осіб. За рішенням Сенату, затвердженого Кабінетом міністрів, Дементій Зарубін і ще 19 осіб були засуджені до страти, 25 осіб — до заслання на вічну каторгу з попереднім покаранням батогом і вирізанням ніздрів, інших катували батогом, проганяли по три рази. Але цариця Єлизавета Петрівна, дочка Петра I, яка прийшла до влади в 1741 року в результаті палацового перевороту, дала клятву, що в її царювання смертних кар не буде. У 1743 році Зарубіну і п'ятьом його найближчим сподвижникам оголосили указ, яким їх відправляли на вічну каторгу в Сибір, в срібні копальні.
У 1762 році за наказом імператора Петра III корпус перейменований на Український, а за імператриці Катерини II всі кінні полки перестали бути поселеними і розквартованими в містах Півдня Росії, у деяких місцях дислокації змінилися. Указом від 15 грудня 1763 року 20 ландміліцьких полків було перетворено на 10 піших полків і один кінний полк — Борисоглібський драгунський. 11 полків склали Українську дивізію. У 1770 році особовий склад полків Українського корпусу отримав однакові права та обов'язки з військовослужбовцями польових полків та були введені до загального складу полків Російської Імператорської армії, відповідно до цього управління корпусу було скасовано, але особлива грошова подати з жителів Півдня Росії на утримання частин поселених військ було скасовано лише 1817 року. А в 1780 році в полках здійснено заміну полкових прапорів і штандартів.
Наприкінці 1806 року, під час російсько-пруссько-французької війни 1806—1807, після невдач у війні з Наполеоном та у зв'язку з загрозою вторгнення наполеонівських військ у межі Російської імперії в країні було сформовано ополчення (Земське військо), яке називалося земською міліцією.

Ландміліція у XVIII столітті:

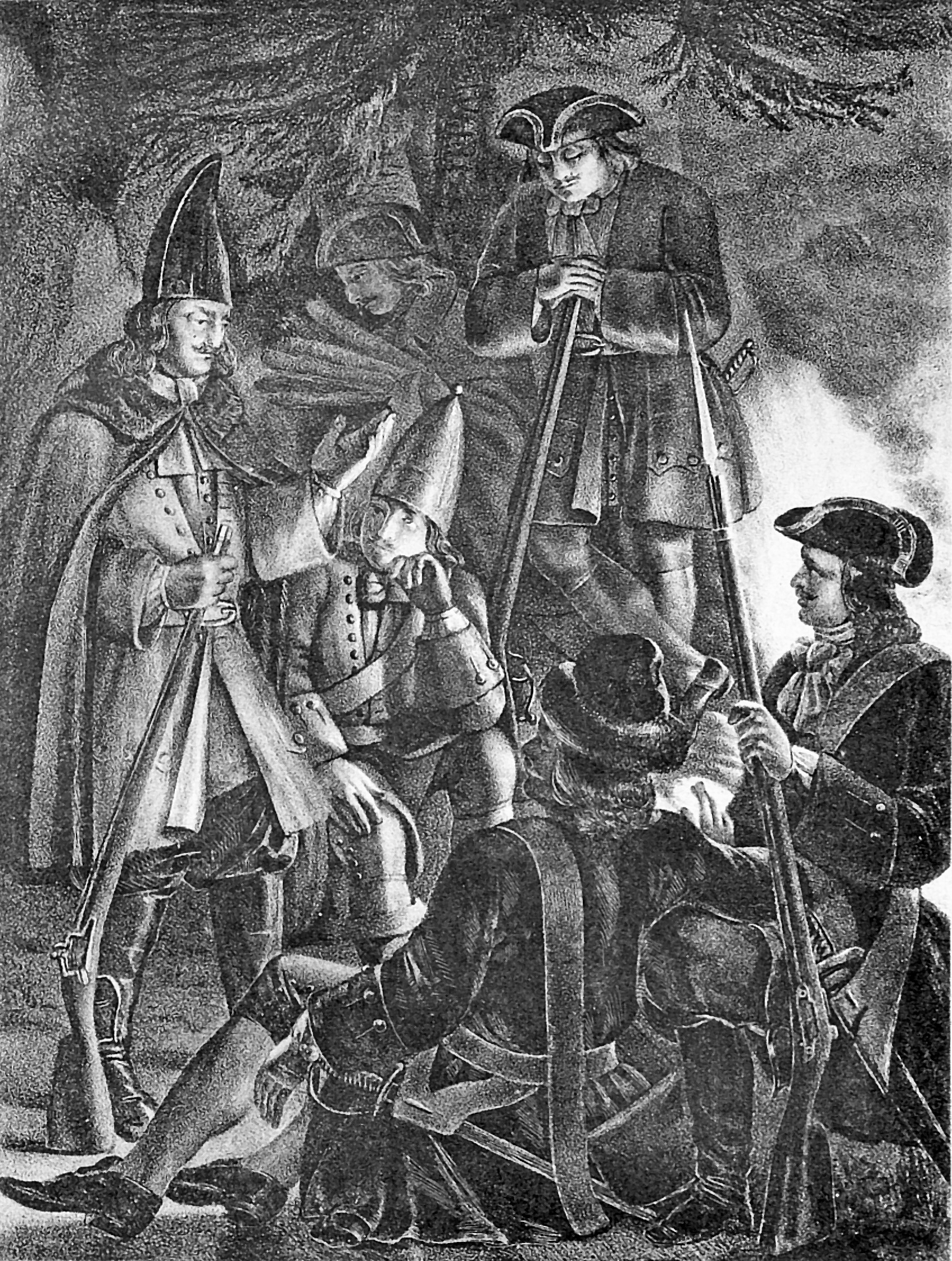
Українська ландміліція з 1713 до 1736 року.
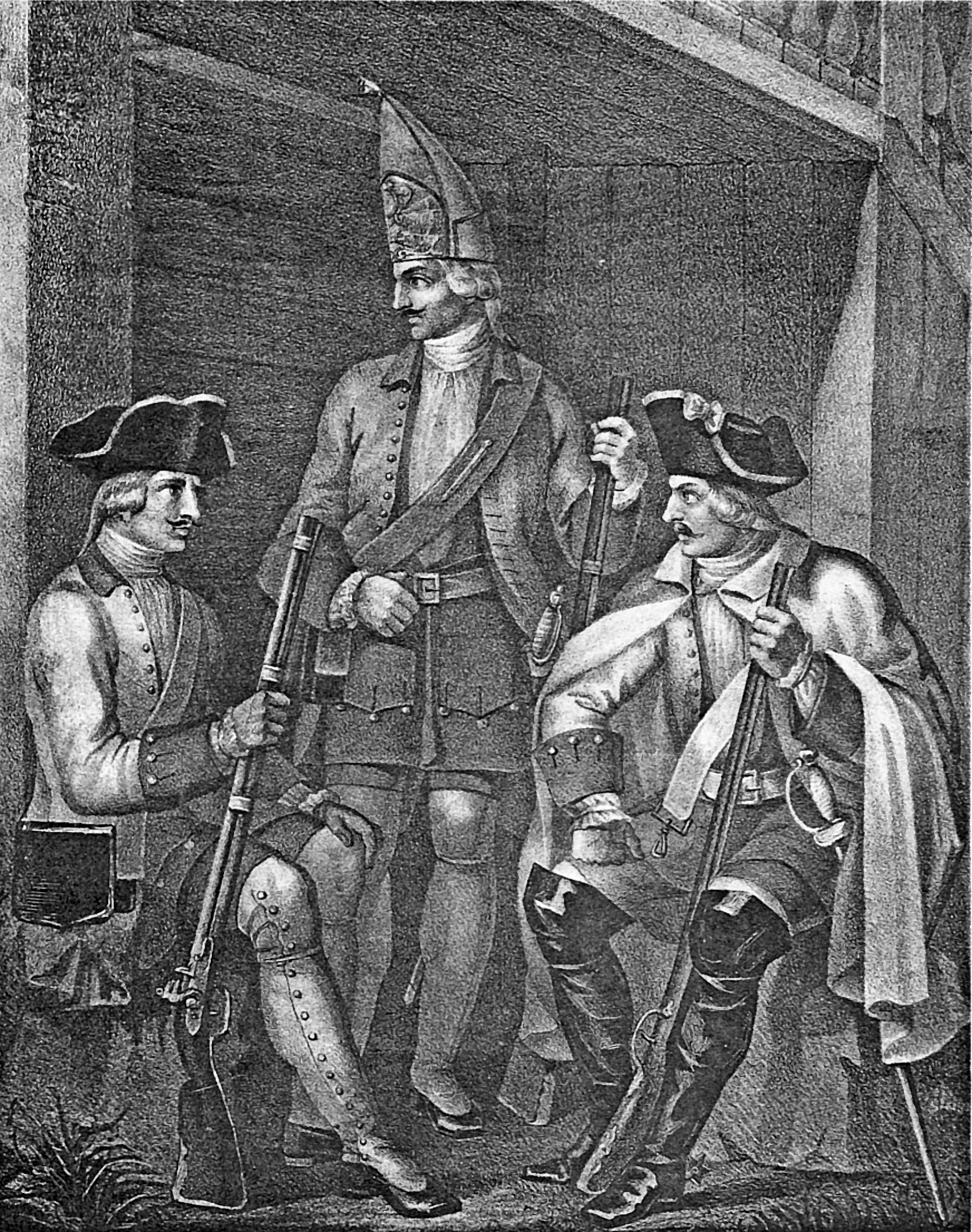
Нижні чини ландміліції з 1736 по 1742 роки.
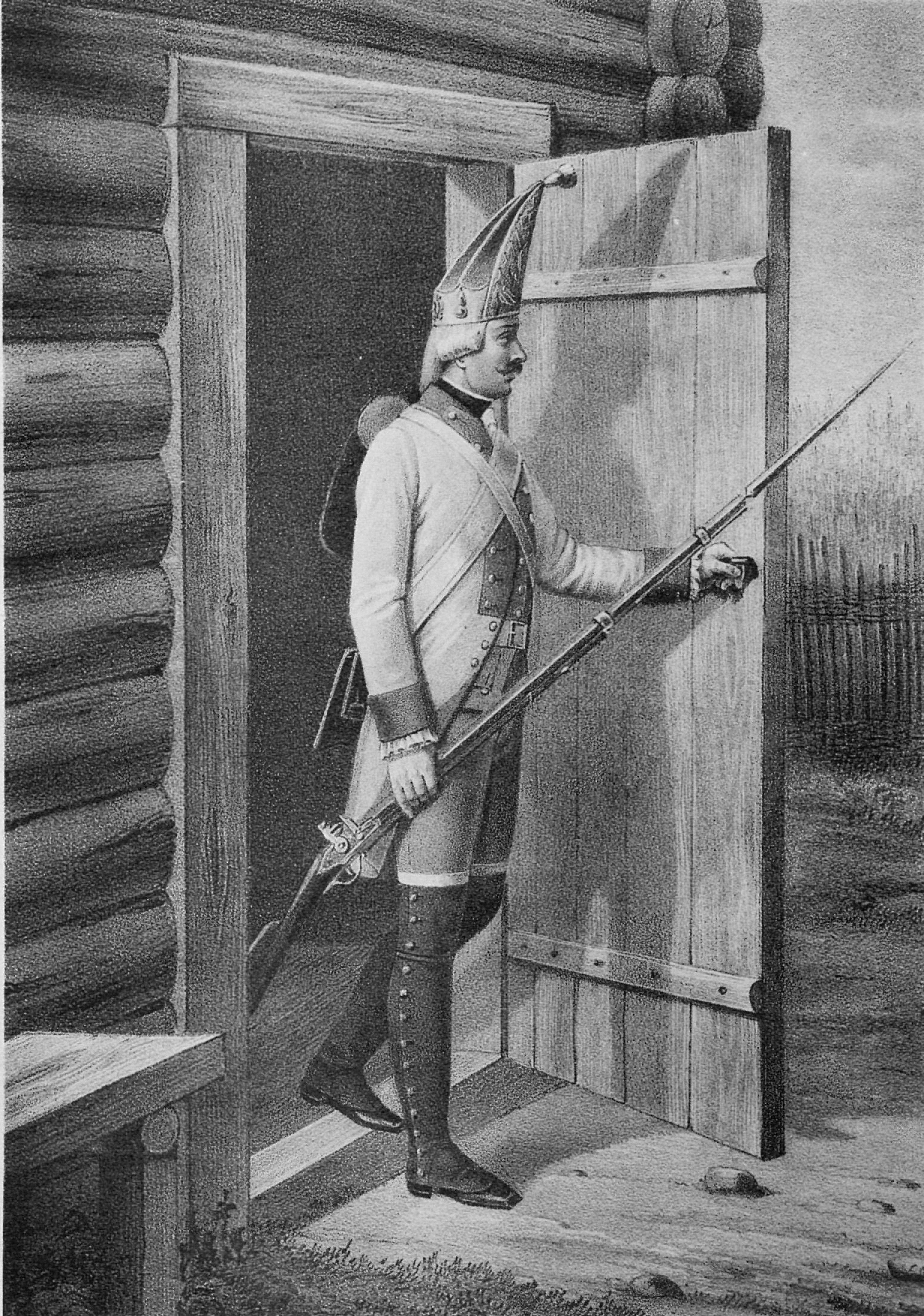
Гренадер Ландміліцької піхоти з 1763 по 1770 роки.
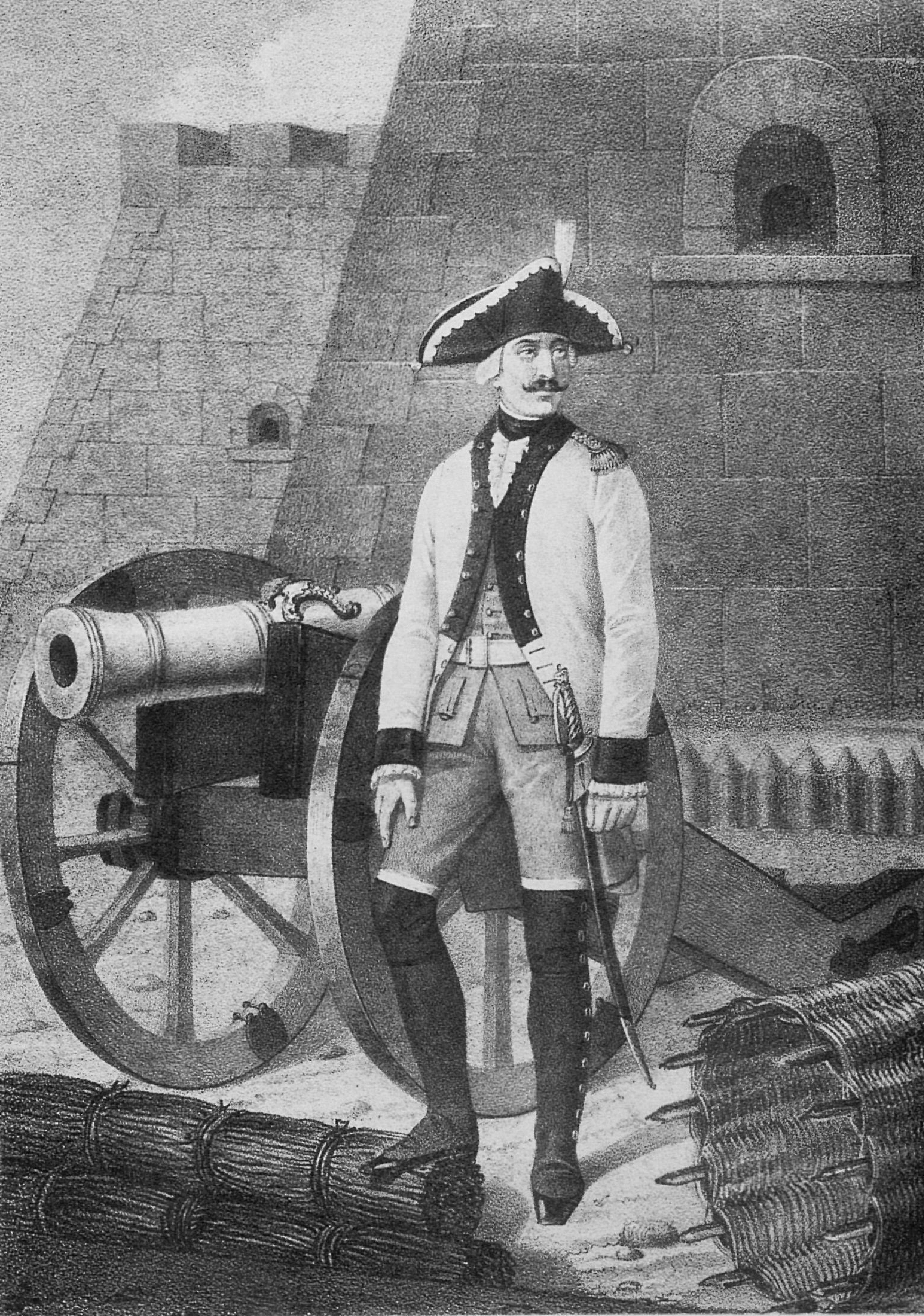
Артилерист ландміліцького піхотного полку з 1763 по 1770 роки.

## Склад

### Склад Ландміліції у 1713 році
У 1713 році було сформовано чотирнадцять перших ландміліцьких полків.
- Полк підполковника Івана Івановича Хотунського, переформований на однойменний солдатський полк, Жилий солдатський полк під командуванням полковника Івана Хотунського, був сформований 1705 року у містах Севського розряду з людей набору воєводи Семена Протасьевича Неплюєва. У період з 1705 року по 1709 рік полк діяв у Польщі та в Україні. До 1712 року — гарнізонний полк у Глухові. У 1713 переформований в однойменний ландміліцький полк[6];
- Полк підполковника Гаврили Рєп'єва, переформований у Полтаві з однойменного солдатського полку, Жилий солдатський полк у Севську під командуванням підполковника Гаврили Рєп'єва, був сформований у 1705 році в Севську та містах Севського розряду із служивих людей, набраних Невоемовичем. У 1705—1709 роках діяв у Польщі та в Україні. До 1712 року — гарнізонний полк у Новгороді-Сіверському та Полтаві. У 1713 році переформований в однойменний ландміліцький полк[6];
- Полк полковника Юхима Михайловича Вестова (Веста), переформований у Полонному з однойменного стрілецького полку;
- Полк полковника Михайла Жданова, переформований у Переяславлі з однойменного гарнізонного солдатського полку,
- Полк підполковника Артемія Фадєєвича Кривцовського (Кривцова, Кривдівського), переформований з однойменного солдатського полку, Полк солдатський під командуванням підполковника Артемія Фадєєвича Кривцовського (Кривцова, Кривдівського), був сформований в 1703 році, в Москві, з даткових людей і цього ж року відправлений до Києва, а звідти до Польщі та Саксонії, де до 1707 діяв у складі російського «помічного корпусу». Потім перетворений на полк «для вчення новоприладних солдатів і драгун». У 1713 переформований в однойменний ландміліцький полк[6];
- Полк полковника Микити Івановича Анненкова, переформований у Білій Церкві з гарнізонного солдатського полку Шарфа;
- Полк полковника Прохора Васильовича Григорова, переформований у Ніжині з однойменного гарнізонного солдатського полку;
- Полк полковника Петра Кошелєва, переформований із солдатського полку київського гарнізону,
- Полк полковника Дмитра Воронцова, переформував із однойменного стрілецького полку;
- Полк полковника Федора Буларта (Бурлаша), переформований можливо, із солдатського полку, що існував з 1704 року.
- Полк полковника Якова Лукича Постельникова, переформований у Бахмуті з однойменного гарнізонного солдатського полку. В 1706 зі стрілецького стольника і полковника Якова Постельникова полку в Севську сформований Жилий солдатський полк. У 1700—1709 роках житловий полк діяв у Польщі та Україні, в 1711 році полк при Новій Січі. До 1712 року — гарнізонний полк у Києві, Харкові, Бахмуті, Ізюмі. У 1713 переформований в однойменний ландміліцький полк[6];
- Полк царевича Олексія Петровича (фактично ним командував майор Іван Отяєв), сформований із однойменного солдатського полку, був доукомплектований однодворцями Київської та Азовської губерній;
- Полк полковника Івана Васильовича Хрипунова, сформований із однодворців Київської та Азовської губерній, визначених у ландміліцію.
- Полк полковника Гаврила Степановича Сухотіна, сформований з однодворців Київської та Азовської губерній, визначених у ландміліцію.

У 1714 році частина людей цих полків була виділена для укомплектування діючої армії, решту розпустили по домівках. 1719 року всі ландміліцькі полки були розформовані.

### Склад у 1725 році
У 1725 році до складу ландміліції Півдня Росії входили:
- полк ландміліції Карамзіна (з 6 листопада 1727 — Севський полк)
- полк ландміліції Львова (з 6 листопада 1727 року — Орловський полк)
- полк ландміліції Кігіча (з 6 листопада 1727 — Курський полк)
- полк ландміліції Іваненкова (з 6 листопада 1727 — Брянський полк)
- полк ландміліції Дуніна (з 6 листопада 1727 — Путивльський полк)
- полк ландміліції Буніна (з 6 листопада 1727 — Рильський полк)

### Склад у 1729 році
У 1729 році Ландміліція посилена до 4 регулярних та 6 іррегулярних полків.

### Склад у 1730 році
На 14 січня 1730 року 6 полків регулярної військово-сухопутної сили.

### Склад Української ландміліції у 1731 році
На 15 січня 1731 року до складу ландміліції Півдня Росії (Новоросії) входили 16 кінних та 4 піших полки, кожен з 10 рот по шанцях Української лінії:
- Рильська
- Курський
- Севський
- Білгородський. Сформовано 15.01.1731 як кінний Ландміліцький полк Української Ландміліції. 21.03.1732 поселений у м. Білгороді на Українській лінії. З 11.12.1732 р. Білгородський Ландміліцький полк Української Ландміліції. 19.03.1736 увійшов до складу новоствореного Українського Ландміліцького корпусу. 15.12.1763 розформовано.
- Брянський
- Старооскольський
- Лівенський. Сформовано 15.01.1731 як кінний Ландміліцький полк Української Ландміліції. 21.03.1732 поселений у м. Лівни на Українській лінії. З 11.12.1732 р. Лівенський Ландміліцький полк Української Ландміліції. 19.03.1736 увійшов до складу новоствореного Українського Ландміліцького корпусу. 15.12.1763 розформовано.
- Єлецький
- Воронезький. Сформовано 15.01.1731 як кінний Ландміліцький полк Української Ландміліції. 21.03.1732 поселений у м. Воронежі на Українській лінії. З 11.12.1732 р. Воронезький Ландміліцький полк Української Ландміліції. 19.03.1736 увійшов до складу новоствореного, Українського Ландміліцького корпусу. 15.12.1763 розформовано.
- Козловський
- Тамбовський
- Єфремовський. Сформовано 15.01.1731 як кінний Ландміліцький полк Української Ландміліції. 21.03.1732 поселений у м. Єфремові на Українській лінії. З 11.12.1732 р. Єфремівський Ландміліцький полк Української Ландміліції. 19.03.1736 увійшов до складу новоствореного Українського Ландміліцького корпусу. 15.12.1763 розформовано.
- Путивльський
- Новооскольський. Сформовано 15.01.1731 як кінний Ландміліцький полк Української Ландміліції. 21.03.1732 поселений у м. Новий Оскол на Українській лінії. З 11.12.1732 р. Новооскольський Ландміліцький полк Української Ландміліції. 19.03.1736 увійшов до складу новоствореного Українського Ландміліцького корпусу. 15.12.1763 розформовано.
- Валуйський. Сформовано 15.01.1731 як кінний Ландміліцький полк Української Ландміліції. 21.03.1732 поселений на Українській лінії. З 11.12.1732 р. Валуйський Ландміліцький полк Української Ландміліції. 19.03.1736 увійшов до складу новоствореного Українського Ландміліцького корпусу. 15.12.1763 розформовано.
- Рязький
- Борисоглібський. Сформовано 15.01.1731 як піший Ландміліцький полк Української Ландміліції. 21.03.1732 поселений у м. Борисоглібську на Українській лінії. З 11.12.1732 р. Борисоглібський Ландміліцький полк Української Ландміліції. 19.03.1736 переформований на кінний. Увійшов до складу новоствореного Українського Ландміліцького корпусу. 15.12.1763 розформовано.
- Слобідській. Сформовано 15.01.1731 як піший Ландміліцький полк Української Ландміліції. 21.03.1732 поселений на Українській лінії. З 11.12.1732 р. Слобідський Ландміліцький полк Української Ландміліції. 19.03.1736 переформований на кінний. Увійшов до складу новоствореного Українського Ландміліцького корпусу. 15.12.1763 розформовано.
- Бєльовський
- Орловський

### Склад у 1734 році
У 1734 року до складу ландміліції Півдня Росії входили, полки:
- перелічені вище. До складу корпусу включено Слобідський гусарський полк.

## Командування
На чолі корпусу стояли офіцери в чинах з одного генерал-лейтенанта, двох генерал-майорів, двох бригадирів і полковників (по полках).
- Григорій Юсупов — князь, генерал-поручик (командир корпусу) (помер у 1730 р.).
- Степан Ржевський — генерал-поручик, який складався за часів Української дивізії[8].
- Антон Девієр — генерал-лейтенант (командир корпусу).
- Артемій Волинський, у 1731 році один із генералів корпусу .
- фон Радінг (Юстус Генріх?), 1741 року — генерал-майор (помічник командира корпусу).
- Микола Каковинський, у 1770-і роки — генерал-майор, перебував при Українській дивізії[9].
- Густав Дуглас — генерал-лейтенант.
- Володимир Шереметєв — генерал-лейтенант.
- Іван Чернишов, в 1780 — командував Українською дивізією[10].
- Сергій Вязмітінов — прапорщик у 1761 році.